# 위대한 유산 (1998년 영화)
《위대한 유산》(영어: Great Expectations)은 1998년에 개봉한 미국의 로맨틱 드라마 영화이다. 찰스 디킨스가 1861년에 펴낸 동명 소설을 바탕으로 알폰소 쿠아론이 연출하였다. 이선 호크, 귀네스 팰트로, 행크 어제리아, 크리스 쿠퍼, 앤 밴크로프트, 로버트 드니로 등이 출연하였다. 1812년부터 1827년 사이 런던을 배경으로 하는 원작과 달리 주무대를 현대 1990년대 뉴욕으로 변경하였다. 또한 등장 인물 일부 이름을 교체하였다.
평단으로부터 엇갈린 평가를 받았다.

## 줄거리
10살 고아 핀은 누나 매기, 남자친구 조와 함께 살고 있다.
어느 날 멕시코만 연안에서 놀던 핀은 탈옥한 죄수를 만나고, 그에게 음식, 술, 그리고 다리 족쇄를 끊을 절단기를 가져다준다. 죄수는 핀을 억지로 보트에 태운 뒤 멕시코로 향한다. 하지만 도중 경찰에 나타나자 죄수는 바다에 입수해 부표 뒤에 숨고, 핀은 죄수의 존재를 숨겨준다. 경찰은 핀만 남아있는 보트를 예인해가고, 핀은 죄수를 위해 몰래 바다에 구명동의를 던진다. 후에 핀은 뉴스를 통해 그가 사형수인 조직폭력배 아서 러스티그이며 결국 다시 체포됐다는 걸 알게 된다.
조는 플로리다주에서 가장 부유한 여성이며 결혼식장에서 약혼자에게 버림받은 이후 은둔 중인 노라 딘즈모어의 저택 파라디소 페르두토(Paradiso Perduto→잃어버린 낙원)에 조카 이스텔라의 놀이 친구로 초대받는다. 딘즈모어는 즉흥적으로 조에게 이스텔라 초상을 그리게 한다. 곧 매기가 가출하면서 핀은 조의 손에 길러진다.
이후 핀은 매주 토요일마다 저택을 방문하며 용돈을 받고 그 돈으로 화구를 사며 화가로 성장한다. 그러나 이스텔라가 말없이 유럽으로 유학을 떠나자 핀은 상심하여 저택에 발길을 끊고 그림도 그만둔다.
7년 후 갑자기 한 변호사가 찾아와 어느 뉴욕 화랑 주인이 핀의 작품 전시회를 원한다고 전한다. 부유한 사업가 월터와 교제 중인 이스텔라는 누드 모델이 되어주고, 결국 핀과 잠자리를 갖는다. 그러나 이스텔라는 핀의 전시회 첫날 나타나지 않는다. 딘즈모어는 곧 이스텔라 결혼식이 열리며, 이스텔라는 질투를 유발해 월터가 결혼을 결심하게 만들려고 핀을 이용했을 뿐이라고 말한다.
낙심한 핀이 작업실로 돌아오자 한 남성이 그를 찾아와있다. 이는 다름 아닌 러스티그. 러스티그는 자신이 당국에 붙잡힌 후 또 도망쳐 외국에서 은신하다가 이제 막 귀국했다고 밝힌다. 떨떠름해하던 핀은 상태가 불안해보이는 러스티그를 배웅해주기 위해 함께 지하철역으로 이동한다. 러스티그는 역사 안에서 아는 사람들과 마주치고, 낌새가 좋지 않자 지하철 차량 안으로 도망치지만 결국 그중 한 명이 뒤쫓아와 러스티그를 찌른다. 러스티그는 죽기 직전 자신이 핀의 후원자였음을 밝히며 핀이 어린 시절 보여줬던 친절함에 보답하고 싶었다고 말한다.
핀은 러스티그가 권했던대로 파리로 떠나고, 예술을 공부한 뒤 성공하여 플로리다로 돌아와 딘즈모어가 사망한 뒤로 버려져있는 파라디소 페르두토를 찾는다. 그곳에서 핀은 어릴 적 이스텔라를 꼭 닮은 이스텔라의 딸, 그리고 이혼한 이스텔라 본인과 마주친다. 이스텔라는 핀에게 용서를 구하고, 둘은 손을 잡고 바다를 바라본다.

## 출연
- 이선 호크 - 피니건 "핀" 벨 역[5]
  - 제러미 제임스 키스너 - 10살 핀 역
- 귀네스 팰트로 - 이스텔라 역
- 크리스 쿠퍼 - 조 콜먼 역
- 행크 어제리아 - 월터 플레인 역
- 앤 밴크로프트 - 노라 딘즈모어 역[6]
- 로버트 드니로 - 아서 러스티그 역[7]
- 조시 모스텔 - 제리 래그노 역
- 킴 디킨스 - 매기 역
- 넬 캠벨 - 에리카 스롤 역
- 게이브리얼 맨 - 오언 역
- 스티븐 스피넬라 - 카터 매클리시 역

## 제작

### 촬영 장소
플로리다주 새러소타에 위치한 지중해 복고 양식 대저택 카드잔(Ca' d'Zan)이 파라디소 페르두토 무대로 쓰였다. 해당 저택은 링링 브러더스로 유명한 서커스 사업가 존 링링이 1924년에 지은 것이다.

### 영화 속 미술 작품
영화 속에서 주인공 핀이 그린 것으로 설정된 초상화 등 미술 작품은 이탈리아 화가 프란체스코 클레멘테 솜씨이다. 클레멘테는 오로지 이 영화만을 위해 200여 점을 완성하였다. 등장인물이 모델인 그림은 해당 배역을 맡은 배우가 실제 모델이 되었다.

## 사운드트랙
1. Finn (Intro) - 토리 에이머스
2. Siren - 토리 에이머스
3. Life in Mono - 모노
4. Sunshower - 크리스 코넬
5. Resignation - 리프
6. Like a Friend - 펄프
7. Wishful Thinking - 덩컨 셰이크
8. Today - 포
9. Lady, Your Roof Brings Me Down - 스콧 와일런드
10. Her Ornament - 버브 파이프
11. Walk This Earth Alone - 로런 크리스티
12. Breakable - 피셔
13. Success - 이기 팝
14. Slave - 데이비드 가자
15. Uncle John's Band - 그레이트풀 데드
16. Besame Mucho - 세자리아 에보라

## 우리말 녹음
KBS 성우진 (2001년 11월 25일)
- 김일 - 핀(이선 호크)
- 정미숙 - 이스텔라(귀네스 팰트로)
- 양지운 - 러스티그(로버트 드니로)
- 이선영 - 노라(앤 밴크로프트)
- 김준 - 조(크리스 쿠퍼)
- 송덕희 - 매기(킴 디킨스)
- 조동희 - 래그노(조시 모스텔)
- 김수중 - 월터(행크 어제리아)
- 김태웅 - 앤턴(랜스 레딕)
- 정옥주 - 켈리
- 김정희 - 에리카(넬 캠벨)
- 최문자 - 루이(이저벨 앤더슨)
- 박규웅 - 카터(스티븐 스피넬라)
- 한호웅 - 오언(게이브리얼 맨)